# Anacleto del Rosario
Anacleto del Rosario (Manilla, 13 juli 1860 - 2 mei 1895) was een vooraanstaand Filipijns scheikundige in de Spaans-koloniale tijd. 

## Biografie
Anacleto del Rosario werd geboren op 13 juli 1860 in Santa Cruz, Manilla als zesde van elf kinderen van Eugenio del Rosario en Casimira Sales. Anacleto was de enige van de kinderen die niet al jong overleed. Zijn vader en moeder hadden het niet breed. Eugenio was touwmaker en Casimira verkocht fruit, groente en andere etenswaren op de markt. Op jonge leeftijd kreeg Del Rosario onderwijs door privéles. In 1871 overleed zijn vader en raakte zijn moeder invalide. De jonge Anacleto zag zich daarop gedwongen te stoppen met studeren om te gaan werken en zijn moeder te onderhouden. Hij maakte in eerste instantie net als zijn vader touwen en werkte later als arbeider bij het gemeentelijk elektriciteitsbedrijf. 
In 1873 schoot een rijk familielid Anacleto en zijn moeder te hulp. Anacleto kon zich door zijn hulp inschrijven voor de Ateneo de Manila. Op deze school ontmoette hij José Rizal, met wie hij goed bevriend raakte. Samen wedijverden ze regelmatig om de diverse op school te winnen onderscheidingen. Op 1 april 1876 behaalde Del Rosario zijn Bachelor of Arts-diploma met de hoogste eer en begon hij aan een studie farmacie aan de University of Santo Tomas (UST). Hij blonk er uit in de meeste van de gegeven vakken. Zijn grootste interesse lag echter bij de scheikundige onderwerpen. Geldgebrek dwong Del Rosario te stoppen op de UST. Hij keerde terug op het Ateneo de Manila en voltooide daar in twee jaar zijn een opleiding tot landmeter. Na het behalen van dit diploma in 1881 ging hij werken als landmeter. Tijdens zijn eerste klus op Negros bepaalde hij de grenzen van een grote hancienda. Na voldoende geld te hebben verdiend keerde hij terug naar Manilla, waar hij zijn studie famarcie hervatte  en ondertussen zijn zieke moeder verzorgde. 
Tijdens zijn studie farmacie won hij diverse prijzen in wetenschappelijke competities. Zo behaalde hij met zijn thesis ‘Estudio sobre la unidad de las fuerzas fisicas’ een eervol diploma en behaalde hij in 1881 eerste prijzen met zijn thesis ‘Los Oficios venenosos mas comunes del pais’ (Veelvoorkomende giftige slangen in het land) en zijn scheikundige analyse van het mineraalwater van Zaragosa in Bago, Negros Oriental.
Na het behalen van zijn farmacie-diploma in 1882 werkte hij eerste enige tijd in een apotheek van een vriend. Later begon hij met hulp van met Don Enrique Perez zijn eigen apotheek in Santa Cruz, Manilla. Weer later verkocht hij zijn deel aan Perez en vestigde zijn eigen zaak, de Farmacia A. del Rosario, in Calle San Fernando in de wijk Binondo in Manilla. In 1883 werd hij bovendien door de University of Santo Tomas benoemd tot professor in de scheikunde, een positie die hij zou bekleden tot 1886. Zijn scheikundig onderzoek en werk brachten hem in die dagen roem en welstand. Hij woonde in een groot huis met een mooie tuin, en hield daar feesten waar prominente Filipinos en Spanjaarden, zoals gouverneur-generaal Eulogio Despujol, Cayetano Arellano, Benito Legarda en Jose Centeno, hun opwachting maakten.
In 1888 eindigde hij als eerste in een examen dat was opgezet ten behoeve van de sollicitatieprocedure voor het directeurschap van het nieuw opgerichte gemeentelijk laboratorium van Manilla. Hij versloeg daarbij diverse vooraanstaande Spaanse en Filipijnse scheikundigen, waaronder zijn voormalige UST-professor scheikunde, Gregorio Olea. Door dit resultaat werd hij door gouverneur-generaal Emilio Terrero benoemd tot eerste directeur van het laboratorium. Als directeur verdiende hij een voor die tijd hoog salaris van 8000 peso. Dit werd later echter door Terrero’s opvolger verlaagd naar 3000 peso, toen deze vernam dat Del Rosario van Filipijnse afkomst was. Het onderzoek dat Del Rosario deed, bracht hem behalve nationale ook internationale faam. Hij analyseerde het bronwater van Sibul, Tiwi, Zaragosa, Mariveles, Pansol, Los Banos en Pagsanjan. Verder voerde meer dan 3000 analyses uit voor de commerciële suikerplantages en meer dan 17000 bloed- en urinetesten voor artsen/apothekers en hun patiënten. Ook slaagde hij erin alcohol te purificeren uit de nipaplant, hetgeen een belangrijke ontwikkeling was voor de destillatie-industrie van de Filipijnen. Verder extraheerde hij castorolie uit een lokale plant, de palma christi en introduceerde hij samen met dr. Leon Maria Guerrero de vanille-orchidee in de Filipijnen.
Del Rosario’s gezondheid was niet bestand tegen zijn werktempo en levensstijl. Op 34-jarige leeftijd werd hij ziek en op 2 mei 1895 overleed Del Rosario.

## Persoonlijk leven
Del Rosario trouwde op 18 april 1883 met Valeriana Valdezco, een dochter van rijke zakenman Catalino Valdezco. Ze kregen drie kinderen: Jose, Luis en Rosa. Jose del Rosario werd net als zijn vader een bekend scheikundige en Luis del Rosario was aartsbisschop van Zamboanga.

## Bron
- Zaide, Gregorio F., Great Filipinos in History, Verde Book Store, Manila (1970)